# La Niña

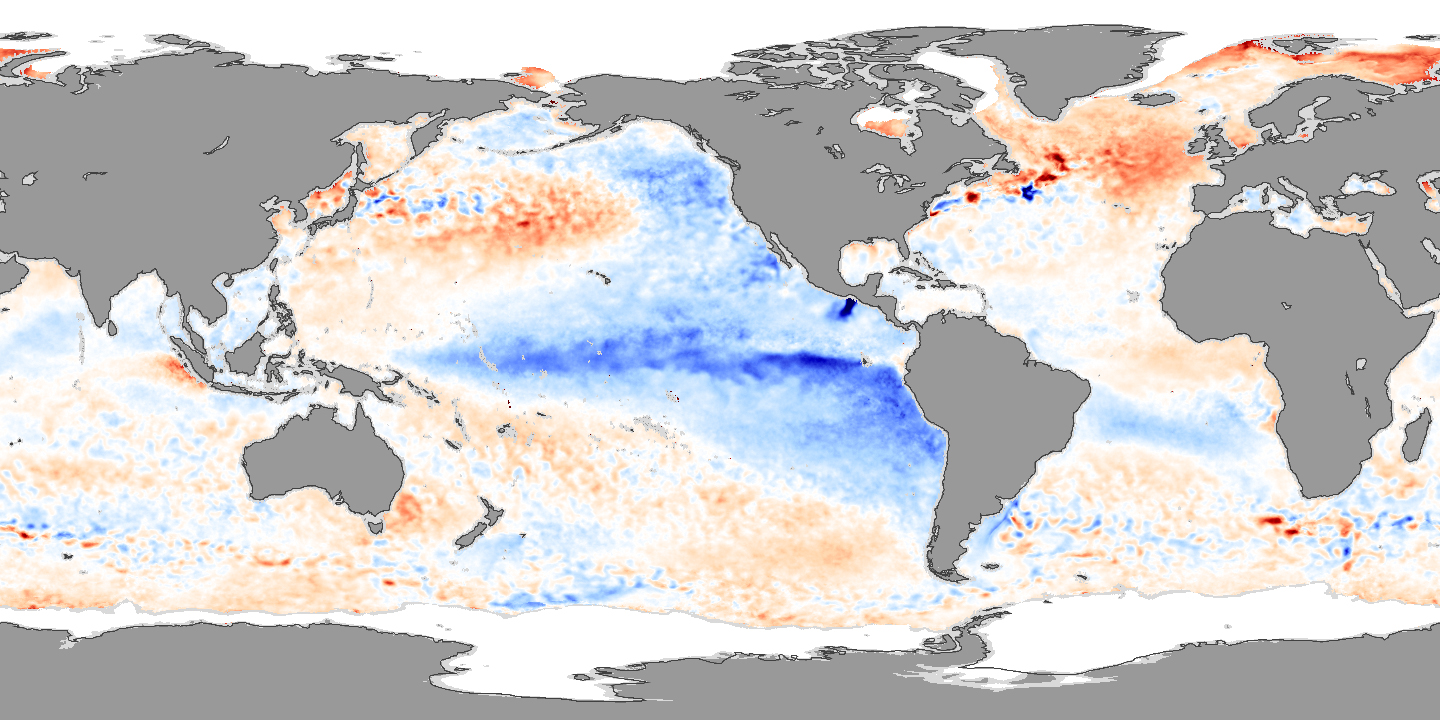
Nhiệt độ bề mặt nước biển Thái Bình Dương tháng 11 năm 2007

La Niña (tiếng Tây Ban Nha: [la ˈniɲa]) là một hiện tượng trái ngược lại với hiện tượng El Niño. Hiện tượng La Niña thường bắt đầu hình thành từ tháng ba đến tháng sáu hằng năm, và gây ảnh hưởng mạnh nhất vào cuối năm cho tới tháng 2 năm sau. La Niña sẽ xảy ra ngay sau khi hiện tượng El Niño kết thúc. Hiện tượng La Niña thuộc dòng biển lạnh làm lạnh nhiệt độ của những vùng mà nó đi qua. "La Nina" (hay còn gọi là bé Hài Đồng nữ) là hiện tượng lớp nước biển bề mặt ở khu vực nói trên lạnh đi dị thường, xảy ra với chu kỳ tương tự hoặc thưa hơn El Nino.
Để thể hiện sự ngược nhau giữa hai hiện tượng này có khi người ta dùng khái niệm Anti-El Nino (đối El Nino). Hiện tượng La Nina có thể xuất hiện ngay khi hiện tượng El Nino suy yếu, nhưng có khi không phải như vậy.
Nghiên cứu hiện tượng El Nino và La Nina để hiểu biết về cơ chế vật lý, đặc điểm và quy luật diễn biến cũng như những hậu quả tác động của chúng, chúng ta có thể cảnh báo trước sự xuất hiện của El Nino và La Nina, những ảnh hưởng có thể xảy ra đối với thời tiết, khí hậu và kinh tế - xã hội để có những biện pháp phòng, tránh hiệu quả, hạn chế và giảm nhẹ thiệt hại do El Nino và La Nina gây ra.

## Tên gọi
Trong tiếng Tây Ban Nha, La Niña còn có nghĩa là "bé gái" để biểu thị sự trái ngược lại với hiện tượng El Niño (nghĩa là "bé trai"). La Niña còn được gọi với cái tên El Viejo hay Anti-El Niño.

## Dấu hiệu
Nhiệt độ nước biển tại khu vực Thái Bình Dương lạnh đi một cách bất thường cùng với các vùng lân cận khác, nhiệt độ cũng giảm đi một cách lạ thường.

## Tác động

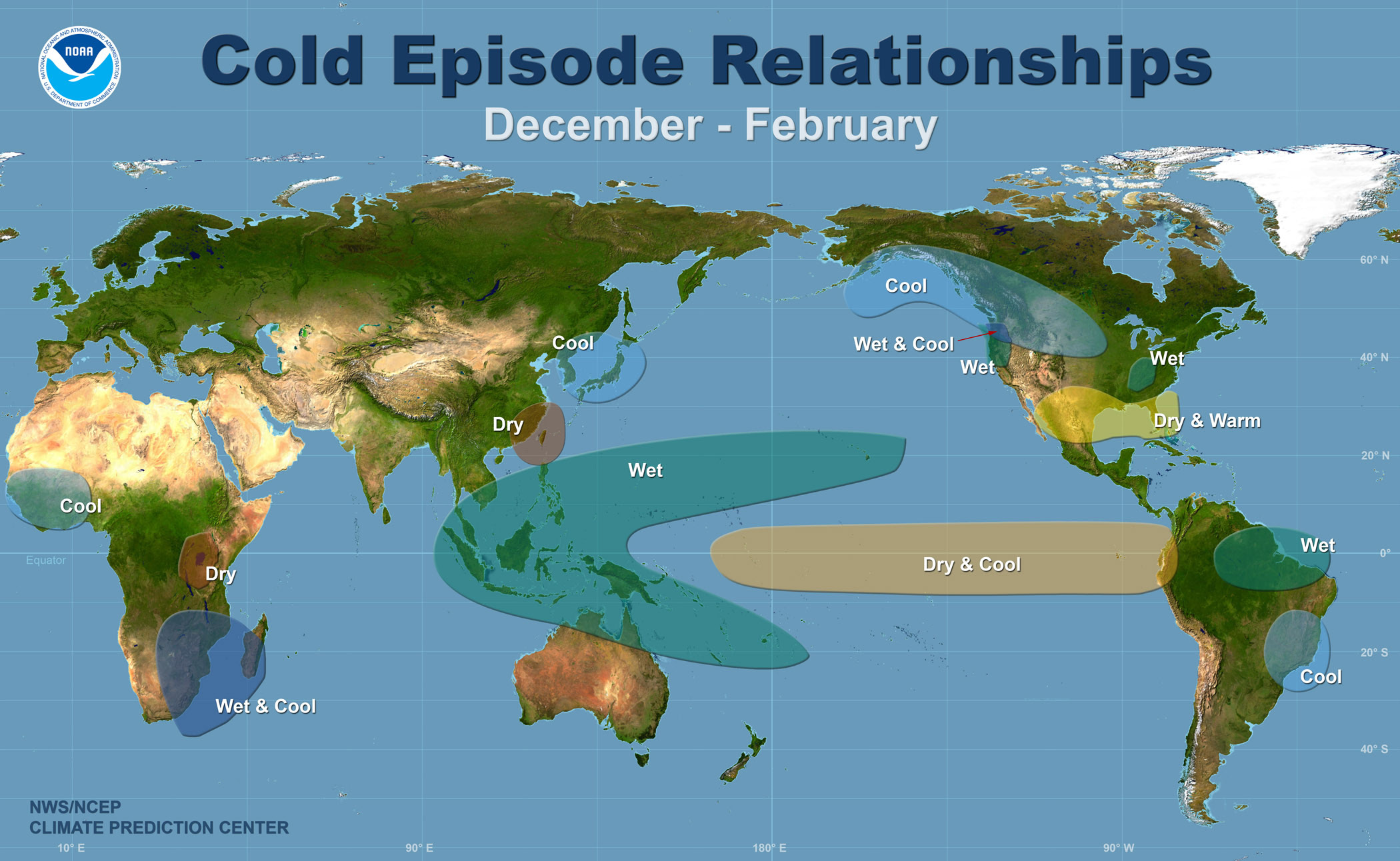
Tác động của La Niña trên thế giới

Hiện tượng La Niña sẽ gây nhiều bão tố trên Đại Tây Dương nhưng lại làm giảm nguy cơ bão ở Thái Bình Dương. Ở Mỹ, nhiệt độ mùa đông ấm hơn mức thông thường ở vùng Đông Nam và lạnh hơn ở vùng Tây Bắc. Nhiệt độ hạ xuống thấp đáng kể nên sẽ gây ra trận rét đậm rét hại cho khu vực chịu ảnh hưởng.

## Danh sách
Những đợt La Niña từ 1900-2021.